# 藥院車站
藥院車站（日语：〔〕／〔〕 Yakuin eki */?）是一位於日本福岡縣福岡市中央區白金一丁目、由西日本鐵道（西鐵）與福岡市交通局（福岡市地下鐵）所共用的鐵路車站。藥院車站是西鐵主幹線天神大牟田線與福岡市地下鐵七隈線的交會車站，在2023年延伸至博多站以前也是七隈線全線唯一一個與其他鐵路線共用車站的地方——七隈線與福岡市地下鐵的另外兩條路線、機場線與箱崎線並沒有直接交會的車站，轉車乘客必須在北端起站天神南車站處，步行穿過天神地下街約500公尺長的距離後，到空港線天神車站搭車。
由於位於福岡市鬧區，藥院車站全站皆採與地面道路交通立體化交叉的方式設置，在這裡大致呈南北走向的西鐵天神大牟田線與呈東西走向的地下鐵七隈線是以接近十字交叉的方式在此交會，其中西鐵部分是位於二樓的高架車站，七隈線的月台與路線則位於地下。西鐵部分設置有兩座側式月台兩條乘車線，福岡市地下鐵則為一座島式月台兩條乘車線的配置。

## 歷史
- 1927年6月1日 - 車站啟用，作為同年3月26日時時通車的九州水利電氣（之後的福博電車）城南線之延伸路線上的車站。
- 1968年 - 站房改建。
- 1995年3月25日 - 伴隨福岡～平尾之間路段的高架化工程完工，車站也改為高架化設計，並成為特急列車的停靠車站。
- 1996年3月 - 現行站房完工。
- 2005年2月3日 - 地下鐵七隈線通車，位於地下的地下鐵七隈線藥院車站啟用，並成為轉車站。

## 車站構造

### 西日本鐵道天神大牟田線
對向式月台2面2線的高架車站。營業列車全部停車。

#### 月台配置
| 月台 | 路線          | 目的地                           |
| ---- | ------------- | -------------------------------- |
| 1    | ■天神大牟田線 | 二日市、久留米、柳川、大牟田方向 |
| 2    | ■天神大牟田線 | 往福岡（天神）                   |

### 福岡市地下鐵七隈線
島式月台1面2線的地下車站。位於城南線的地下。七隈線的閘機層與西鐵閘機層以升降機連結。車站編號為N14。

#### 月台配置
| 月台 | 路線   | 目的地                   |
| ---- | ------ | ------------------------ |
| 1    | 七隈線 | 天神南、博多方向         |
| 2    | 七隈線 | 六本松、福大前、橋本方向 |

## 相鄰車站
西日本鐵道
■天神大牟田線
■特急
西鐵福岡（天神）－藥院－西鐵二日市
■急行
西鐵福岡（天神）－藥院－大橋
■普通
西鐵福岡（天神）－藥院－西鐵平尾
 福岡市交通局（福岡市地下鐵）
 七隈線
藥院大通（N13）－藥院（N14）－渡邊通（N15）

## 外部連結
- 西日本鐵道 – 藥院車站 （页面存档备份，存于）（日語）
- 福岡市地下鐵 – 藥院車站 （页面存档备份，存于）（日語）

33°34′54″N 130°24′6″E / 33.58167°N 130.40167°E